# Muchtar Äuesow
Muchtar Omarchanuly Äuesow (kasachisch Мұхтар Омарханұлы Әуезов Mūhtar Omarhanūly Äuezov; russisch Мухтар Омарханович Ауэзов; * 16. Septemberjul. / 28. September 1897greg. in der Oblast Semipalatinsk, Russisches Kaiserreich; † 27. Juni 1961 in Moskau) war ein kasachischer Schriftsteller.

## Leben
Äuesow wurde in eine Nomadenfamilie in der Oblast Semipalatinsk im Russischen Kaiserreich geboren, in der Nähe des heutigen Semei. Sein Großvater brachte ihm das Lesen und Schreiben bei. Schon in jungen Jahren wuchs Äuesow unter dem Einfluss der Werke des kasachischen Schriftstellers Abai auf. Sein Vater starb bereits im Jahr 1900, seine Mutter zwölf Jahre später, womit Äuesow mit 15 Jahren zum Vollwaisen wurde. Aufgezogen wurde er danach zunächst von seinem Onkel und seinen Großeltern.
Er besuchte zunächst eine Dorfschule und ab 1906 eine Madrasa in Semipalatinsk. Nach nur einem Jahr wurde er an die Russische Schule in Semipalatinsk geschickt. Nach dem Schulabschluss studierte er zunächst am Pädagogischen Institut Semei und wechselte dann 1923 an die Philologische Fakultät der Staatlichen Universität Leningrad. Zu dieser Zeit befasste er sich mit russischer Literatur und anderen ausländischen Klassikern. Er selbst begann noch während seines Studiums mit dem Schreiben von Kurzgeschichten, Gedichten und Artikeln, die veröffentlicht wurden. Zunächst wurde er durch seine Schauspiele bekannt. Sein erstes Schauspiel war Enlik-Kebek, eine Geschichte über zwei Liebende. Das Stück verfasste er anlässlich der Hochzeit von Abais Enkelin. Im Sommer 1917 heiratete er die 15-jährige Raichan, mit der er im darauffolgenden Jahr eine Tochter bekam. Ein Jahr später wurde sein Sohn geboren, der aber noch im Kindesalter verstarb. Die Ehe wurde bereits 1920 wieder geschieden.
Als 1919 die kommunistischen Bolschewiki auch in Semipalatinsk an die Macht kamen, trat Äuesow der Partei bei. Als noch junger Mann wurde er in lokalen Führungspositionen eingesetzt, so war er Vorsitzender des Exekutivkomitees von Semipalatinsk und Sekretär des kasachischen Zentralen Exekutivkomitees. Bald darauf wurde er aber unter dem Vorwurf des Nationalismus aus der Partei ausgeschlossen. 1928 schloss er sein Studium in Leningrad ab und wenig später erwarb er einen Doktorgrad an der Zentralasiatischen Universität in Taschkent. 1930 wurde er verhaftet und wegen Beteiligung an einer oppositionellen Organisation angeklagt. Er verbrachte mehr als zwei Jahre im Gefängnis und nach seiner Freilassung begab er sich nach Almaty. Dort beschäftigte er sich intensiv mit den Werken von Abai und gab 1933 eine Sammlung seiner Gedichte heraus; eine wissenschaftliche Veröffentlichung der Werke von Abai war bereits in Vorbereitung. Das NKWD war jedoch immer noch darum bemüht, ihn an seinen schriftstellerischen Tätigkeiten zu hindern. So wurde die Veröffentlichung seiner Werke erschwert und seine bereits erschienenen Bücher aus den Bibliotheken und Läden entfernt. Dies alles führte dazu, dass er seine Heimat in Richtung Moskau verließ.
Erst 1941 kehrte er wieder nach Kasachstan zurück, wo er nun in verschiedenen kulturellen Institutionen arbeitete und weitere Werke veröffentlichte. Insgesamt schrieb er mehr als 20 Stücke, die sich häufig mit dem Sozialismus in Kasachstan befassten. Später konzentrierte sich Äuesow auf das Schreiben von Romanen. Zwei Romane – Abai und Der Weg Abais – handeln von dem kasachischen Schriftsteller Abai Qunanbajuly und waren das Ergebnis der letzten 20 Jahre seines Lebens. Der Weg Abais umfasst vier Bände und erschien von 1942 bis 1956. Für die ersten beiden Bände bekam Äuesow den Staatspreis der UdSSR.
Äuesow befasste sich außerdem noch mit Zeichnen, mit kasachischer und kirgisischer Folklore. Er veröffentlichte 1925 in Moskau eine Version des kasachischen Epos Kozy-Korpesh – Bayan-Sulu von Akyn Zhanak und 1936 in Alma-Ata den vollständigen Text des Epos. Er widmete sich auch der Übersetzung bedeutender literarischer Werke ins Kasachische. So übersetzte er Der Revisor von Nikolai Gogol und Der Widerspenstigen Zähmung von William Shakespeare.
Er starb am 27. Juni 1961 während einer Operation in Moskau. Er wurde auf dem Zentralfriedhof in Almaty begraben. Nach seinem Tod entschied sich die Regierung der Kasachischen SSR den Namen von Äuesow lebendig zu halten. So wurde bereits im August 1961 das Staatliche kasachische akademische Dramatheater nach ihm benannt. An der Kasachischen Akademie der Wissenschaften wurde das Institut für Literatur und Künste nach ihm benannt. 1962 wurde ihm zu Ehren ein Museumshaus in Almaty eingerichtet und 1972 wurde in Almaty der neue Stadtbezirk Äuesow gegründet.

## Werke (Auswahl)
- Der Schuss auf dem Gebirgspass, Erzählung, VEB Verlag Kultur und Fortschritt, Berlin 1964. (Deutsch von Ruprecht Willnow)
- Aufstand der Sanftmütigen,  Erzählung, Verlag Volk und Welt, Berlin 1974 (Deutsch von Eckhard Thiele)
- Abai – Vor Tau und Tag, Historischer Roman, Schiler, Berlin 2010. ISBN 9783899302622 (Deutsch von Hilde Angarowa)

## Auszeichnungen und Ehrungen
- Stalinpreis (1949)
- Leninpreis (1959)[6]
- Leninorden
- Orden des Roten Banners der Arbeit
- Ehrenzeichen der Sowjetunion
- die Staatliche Universität Südkasachstan ist nach ihm benannt
- das Äuesow-Theater in Almaty ist nach ihm benannt